# Прапор Черкаського району
Пра́пор Черка́ського райо́ну — офіційний символ Черкаського району Черкаської області, затверджений 30 липня 2002 року рішенням сесії Черкаської районної ради.

## Опис
Прапор являє собою прямокутне полотнище малинового кольору зі співвідношенням сторін 2:3, у центрі якого розміщено щиток з гербом району, зліва та справа від якого зображено по одній хвилястій білій вертикальній смузі.